# Centro Storico (zona di Roma)
Centro Storico è la zona urbanistica 1A del Municipio Roma I di Roma Capitale, che comprende la parte principale del centro della città.

## Geografia fisica

### Territorio
Si estende, in diversa misura, sui rioni R. II Trevi, R. III Colonna, R. IV Campo Marzio, R. V Ponte, R. VI Parione, R. VII Regola, R. VIII Sant'Eustachio, R. IX Pigna e R. XI Sant'Angelo.
La zona confina:
- a nord con le zone urbanistiche 17A Prati, 2C Flaminio e 2X Villa Borghese
- a est con le zone urbanistiche 1F XX Settembre, 1E Esquilino e 1X Zona archeologica
- a sud con la zona urbanistica 1C Aventino
- a sud-ovest con la zona urbanistica 1B Trastevere